# Francisco II de Módena
Francisco II d'Este (em italiano Francesco II d’Este) (1660–1694) foi Duque de Módena e Reggio de 1662 a 1694.

## Biografia
Nascido em Módena, era filho de Afonso IV, duque de Módena, e de Laura Martinozzi, sobrinha do Cardeal Mazarino. A sua irmã, Maria de Módena, casou em 1673 com o futuro Jaime II de Inglaterra, tornando-se rainha de Inglaterra em 1685.
Francisco II tornou-se duque apenas com dois anos. A sua mãe, piedosa e rigorosa, assumiu a regência do ducado até 1674, prrenchendo diversos postos governamentais com clérigos sob o conselho do seu confessor Jesuíta, Padre Garimberti. Quando a mãe acompanhou a princesa Maria a Inglaterra, Francisco assumiu finalmente o governo com a idade de 14 anos, e transformou-se de tal forma pela companhia livre e fácil do seu primo, o príncipe César Inácio (Cesare Ignazio) d'Este, que no seu regresso a Duquesa-viúva retirou-se definitivamente da corte.
A política exterior de Francisco foi afectada pelas exigências de Luís XIV, grande apoiante de Maria de Modena após 1688, embora Francisco tenha resistido às tentativas francesas de interferir no Ducado. Foi proposta uma aliança Franco-Modenese com a celebração de um matrimónio entre Francisco e a princesa Beatriz Jerónima (Béatrice Hiéronyme) da Casa de Lorena, filha de Francisco Maria (François Marie) de Lorena, Príncipe de Lillebonne.
O casamento nunca se materialisou e, em vez disso, casou em 14 de Julho de 1692, com Margarida Maria Farnésio (Margherita Maria Farnese), casamento do qual não houve descendência, pelo que lhe sucedeu seu meio-irmão, Reinaldo d'Este.
Francisco aprendeu a tocar violino em criança inspirando-se na orquestra da corte onde tocava o violinista Giovanni Maria Bononcini. A sua biblioteca manteve-se razoavelmente completa na Biblioteca Estense, de Módena.